# Шабров, Михаил Зеликович
Михаил Зеликович Шабров (настоящая фамилия Шапиро; род. 7 ноября 1944 года) — советский и российский поэт-песенник, драматург, сценарист, автор и режиссёр музыкальных программ, лауреат почётной премии РАО «За вклад в развитие науки, культуры и искусства», член Правления Международного союза деятелей эстрадного искусства. Многократный лауреат телевизионного фестиваля «Песня года». 

## Биография
Родился 7 ноября 1944 года в Москве в еврейской семье. Родители выходцы из Белоруссии. Отец, Зелик Шлёмович Шапиро, согласно официальной версии родился в 1902 году в местечке Долгиново. Весьма возможно, действительное место его рождения находилось в Западной Белоруссии, в тех местах, которые после Гражданской войны остались на территории Польши. И если бы отец честно указал место своего рождения, то ему в Советском Союзе, во времена разгула сталинской «демократии» грозили бы крупные неприятности, тем более, что его брат и сестра эмигрировали. Дедушка и бабушка по линии отца не захотели бросать дом и хозяйство, остались на прежнем месте. Бабушка умерла своей смертью, а деда расстреляли фашисты.
Мама была домохозяйкой. Во время войны, ещё до рождения сына, она была мобилизована на трудовой фронт. Работала сверловщицей. У неё были красивые руки, и она, чтобы не портить их, пренебрегая техникой безопасности, трудилась в перчатках, что категорически запрещалось. И случилось непоправимое. Станок, закрутив перчатку, а вместе с ней и руку, сломал её пополам, как спичку. Руку восстановить не удалось. Мама, всю оставшуюся жизнь носила на руке специальное ортопедическое устройство — тутор. «Конечно, всем лучшим, что есть у меня, я обязан маме. Она была удивительно творческой натурой. Любила музыку, театр, кино. Хорошо танцевала. Играла до травмы на гитаре. И старшая сестра Рахиль, и старший брат Матвей тоже пошли в неё. Сестра отлично играла на фортепиано, на аккордеоне, брат рисовал и участвовал в оформлении спектаклей МХАТа. У мамы долго хранился пропуск на спектакли, который брат получил из рук народной артистки СССР Аллы Тарасовой. Стать театральным художником брату помешала война, которая резко изменила его судьб».
До 1987 года работал начальником отдела по контролю за формированием репертуара — ответственным секретарём художественного совета Всесоюзной студии грамзаписи «Мелодия», заместителем директора концертно-театральной фирмы «Музыка».
Первым настоящим шлягером стала песня «Только я тебе не верю». Михаил Шабров написал её с композитором Вячеславом Добрыниным. Она прозвучала в исполнении ВИА «Поющие сердца». Между прочим, тему этой песни подсказала первая жена Вячеслава, Ирина Антонова. Это было в 1982 году. Дальше, как говорится, пошло-поехало.
Как поэт-песенник работал с множеством композиторов, в числе которых Владимир Матецкий, Вячеслав Добрынин, Олег Сорокин, Михаил Клёнов, Владимир Львовский, Алексей Карелин. Песни, написанные на стихи Михаила Шаброва, есть в репертуаре звёзд российской эстрады: Иосифа Кобзона, Льва Лещенко, Софии Ротару, Рената Ибрагимова, Ирины Понаровской, Александра Буйнова, Алексея Глызина, Сосо Павлиашвили, Николая Караченцова, Михаила Боярского, вокально-инструментальных ансамблей «Пламя», «Самоцветы», группы «На-На» и многих других. Однако песенное творчество поэта, в первую очередь, ассоциируется с именем Софии Ротару. Песни «Лаванда», «Луна, Луна», «Было, но прошло», «Золотое сердце» (в соавторстве с поэтом Анатолием Поперечным), «Дикие лебеди», «Чайные розы в купе», «Хуторянка» стали всенародно любимыми.
Как поэт-песенник Михаил Шабров неоднократно становился лауреатом телевизионного фестиваля «Песня года». Является одним из ведущих авторов и режиссёров музыкальных программ и представлений, которые организует Московская дирекция по проведению массовых мероприятий Комитета по культуре города Москвы.
В 2004 году в Москве в ГКЦЗ «Россия» состоялся Творческий вечер поэта Михаила Шаброва «Человек Песни».
В 2014 году Михаил Шабров был гостем программы «Рождённые в СССР» на телеканале Ностальгия.
— Начало этой истории относится к 1974 году или к 1975-му, хотя это не столь важно. Я в это время, как сценарист, активно сотрудничал с радиостанциями «Маяк», где еженедельно выходила наша совместная с журналистом Валерием Бугаевым программа «Пластинка сходит с матриц», рассказывающая о новинках фирмы «Мелодия», а на радиостанции «Юность» я тоже делал еженедельную эстрадную программу с участием артистов эстрады и театра. Меня вызвал к себе главный редактор «Юности» и, извиняясь, заявил: «Миша, тебе нужно взять псевдоним. Иначе твоё авторство в эфире указано не будет. Шапиро не проходит. Ещё раз извини, но это не моя инициатива. Решай сам».
В принципе, я был к этому готов. И в многотиражной газете, и в публикациях в периодической печати я уже подписывался псевдонимом, к тому же я знал многих писателей и композиторов, которые использовали псевдонимы, подписывая свои произведения. И это повелось не сегодня, не вчера, а ещё с тридцатых годов. Не я первый, не я последний.
Так я стал Шабровым, но по псевдониму. Потом, в силу ряда обстоятельств и неудобств, связанных с тем, что у меня была одна фамилия, а знали меня, в силу моей известности, совсем под другой, я уже официально переписался с Шапиро на Шаброва. Родители мне разрешили это сделать. Сожалею ли я, что поменял фамилию? В какой-то степени, да. И хотя я воспитан на русской культуре, и русский язык для меня — родной, безумно любимый и является основным орудием моего труда, я никогда не скрывал и не скрываю, что я еврей и горжусь этим! Пусть теперь как Шабров. Но то, что я на самом деле Шапиро, никогда не забываю.

## Личная жизнь
Жена — Лиана (1949 г.р.). Есть сын.
Живёт в собственном доме в деревне Данилиха.

## Избранные песни
- «Автомобили» (музыка Владимира Матецкого), исполняет ВИА «Весёлые ребята»
- «Андрей Петрович» (музыка Вячеслава Добрынина), исполняет ВИА «Лейся, песня»
- «Блюз любви» (музыка Виктора Началова), исполняет Ирина Понаровская
- «Белый букет» (музыка Владимира Матецкого), исполняет Анне Вески
- «Бриллиант моей любви» (музыка Вячеслава Добрынина), исполняет Вячеслав Добрынин
- «В городе Сочи» (музыка Владимира Матецкого), исполняет Александр Буйнов
- «Вот такая история» (музыка Владимира Матецкого), исполняет София Ротару
- «Витенька» (музыка Вячеслава Добрынина), исполняет Роксана Бабаян
- «Время моё» (музыка Владимира Матецкого), исполняет София Ротару
- «Всё это было…» (музыка Владимира Матецкого), исполняет Анне Вески
- «Давний разговор» (музыка Владимира Матецкого), исполняет Роксана Бабаян
- «Два Потапа»(музыка Алексея Карелина, исполняет Елена Дога
- «Дикие лебеди» (музыка Владимира Матецкого), исполняет София Ротару
- «Дым любви» (музыка Владимира Матецкого), исполняет Гелена Вондрачкова
- «Лаванда» (музыка Владимира Матецкого), исполняют София Ротару и Яак Йоала
- «Луна, луна» (музыка Владимира Матецкого), исполняет София Ротару
- «Любовь не в радость» (музыка Владимира Матецкого), исполняет София Ротару
- «Зависит от тебя» (музыка Вячеслава Добрынина), исполняют ВИА «Здравствуй, песня» и Наталья Нурмухамедова
- «Здравствуй прабабушка Нина» (музыка Алексея Карелина), исполняет Елена Дога
- «Золотое сердце» (музыка Владимира Матецкого, слова в соавторстве с Анатолием Поперечным), исполняет София Ротару
- «Искренность» (музыка Вячеслава Добрынина), исполняет ВИА «Здравствуй, песня» (солист — Олег Кацура)
- «Караван любви» (музыка Владимира Матецкого), исполняет София Ротару
- «Как-нибудь» (музыка Олега Сорокина), исполняют Ирина Мальгина и Эмин Бабаев
- «Маленький шар голубой» (музыка Вячеслава Добрынина), исполняет Сергей Беликов
- «Метель в апреле» (музыка Александра Добронравова), исполняет Анатолий Алёшин
- «Не надо» (музыка Вячеслава Добрынина), исполняет Лев Лещенко
- «Океан стеклянных слёз» (музыка Владимира Матецкого), исполняет Роксана Бабаян
- «Подруги замужем давно» («Ищу мужа») (музыка Олега Сорокина), исполняет Екатерина Семёнова и ВИА "Девчата"
- «Прикоснись ко мне» (музыка Владимира Матецкого), исполняет София Ротару
- «Прощальный перрон» (музыка Владимира Матецкого), исполняет София Ротару
- «Раскаты грома» (музыка Александра Левина), исполняет Роксана Бабаян
- «Свет в твоём окне» (музыка Андрея Иванова), исполняет группа НА-НА
- «Слепому видно» (музыка Алексея Карелина), исполняет Наталия Москвина
- «Снежинка» (музыка Владимира Матецкого), исполняет София Ротару
- «Солдат и песня» (музыка Иосифа Тамарина), исполняет ВИА "Лейся, песня"
- «Спаси меня» (музыка Владимира Матецкого), исполняет София Ротару
- «Сумасшедший дождь» (музыка Вячеслава Добрынина), исполняет Анатолий Алёшин
- «Счастливые часов не наблюдают» (музыка Михаила Клёнова), исполняет Михаил Боярский[5][1][6][7]
- «Тебя нашла любовь» (музыка Алексея Карелина), исполняет Наталия Москвина
- «Тень» (музыка Вячеслава Добрынина), исполняет Ольга Зарубина
- «Только я не верю» (музыка Вячеслава Добрынина), исполняет ВИА «Поющие сердца»
- «Упала с неба звезда» (музыка Вячеслава Добрынина), исполняет Вячеслав Добрынин
- «Цирковые чудеса» (музыка Иосифа Тамарина), исполняет ВИА "Поющие сердца"
- «Хуторянка» (музыка Владимира Матецкого), исполняет София Ротару
- «Чайные розы в купе» (музыка Владимира Матецкого), исполняет София Ротару
- «Чары колдовские» (музыка Владимира Матецкого), исполняет Роксана Бабаян
- «Чем ближе разлука» (музыка Владимира Матецкого), исполняет София Ротару
- «Южный ветер» (музыка Владимира Матецкого), исполняет София Ротару
- «Я всегда не прав» (музыка Олега Сорокина), исполняет Николай Караченцов
- «Я скучаю очень, очень» (музыка Владимира Матецкого), исполняет София Ротару
- «Я не пойму тебя, любовь» (музыка Алексея Карелина), исполняет Наталия Москвина